# Idioma alungul
El idioma alungul, Ogh Alungul (Alngula), es una lengua pama extinta de la Península del Cabo York en  Queensland, Australia.